# Tag der Trauer
Der Tag der Trauer (persisch روز غم ruz-e gham, englisch Day of Sorrow) wird weltweit von vielen schiitischen Muslimen begangen. Er erinnert an die Zerstörung der Friedhöfe Baqīʿ al-Gharqad in Medina und des Dschannat al-Muʿallā in Mekka 1925–1926 durch fanatische Ichwan, Anhänger der Ideologie der Wahhabiten. Die Zerstörungen fanden direkt nach der Eroberung des unter haschemitischer Regentschaft stehenden Königreichs Hedschas statt.
Bereits zu Zeiten der Zerstörung protestierten dagegen Muslime aus der ganzen Welt und vor allem der Madschles-e Schora-ye Melli („Nationale Beratungsversammlung“), das Parlament des Iran.  Im gregorianischen Kalender fand die Zerstörung am 21. April 1926 statt; beim auf dem Mondzyklus basierenden Kalender der Moslems fällt der Tag auf den 8. Schauwal; an diesem Tag wird der Tag der Trauer begangen. Aufgrund der Unterschiede zum gregorianischen Kalender variiert der Tag von Jahr zu Jahr etwa um 11 Tage.
Bei der Zerstörung wurden die Schreine vieler Mitglieder der Ahl al-bait (Familie des Religionsstifters Mohammed) entfernt, deren vor allem von schiitischen Moslems gedacht wird und die eine zentrale Rolle in der schiitischen Theologie spielen. Unter den zerstörten Gräbern in Medina befand sich auch das von Fatima, eine Tochter des Mohammed.